# Jan Wiktor (pisarz)
Jan Wiktor (ur. 1 listopada 1890 w Radomyślu nad Sanem, zm. 17 lutego 1967 w Krakowie) – polski pisarz, publicysta, dziennikarz, działacz ludowy, poseł na Sejm PRL I kadencji.

## Życiorys
Ukończył Gimnazjum w Dębicy, po czym udał się na studia medyczne do Lwowa. Studiów jednak nie ukończył, zwracając się ku twórczości literackiej. Jako publicysta zadebiutował w 1912 r. w radykalnej prasie w Galicji. Przez 7 lat publikował w różnych czasopismach artykuły o treści społecznej i patriotycznej.
Pracował m.in. w „Gazecie Podhalańskiej” i brał udział w akcji w czasie plebiscytu na Spiszu i Orawie. W tym czasie zadebiutował w 1919 r. we Lwowie zbiorem opowiadań z Podlasia pt. Oporni.
W latach 1923–1924 pracował w Krakowie w redakcji „Przyjaciela Ludu”, później przez pewien czas w Komisji Zdrojowej w Szczawnicy. W 1929 r. wyjechał do Francji, gdzie zbierał materiały do powieści o losach polskich emigrantów w tym kraju (Wierzby nad Sekwaną). W 1933 r. na apel Związku Polaków w Niemczech udał się na Śląsk Opolski, skąd pisał reportaże o sytuacji tamtejszych Polaków, drukowane w latach 1933–1934 w „Ilustrowanym Kurierze Codziennym”. Wyjazd ze studentami Uniwersytetu Jagiellońskiego wiosną 1936 r. do Rumunii, Bułgarii i Jugosławii opisał w książce Od Dunaju po Jadran. W lutym 1938 r. na Kongresie Stronnictwa Ludowego wygłosił szeroko komentowane przemówienie o strajku chłopskim w sierpniu 1937 r. i jego ofiarach.
Po wybuchu wojny od października 1939 r. do stycznia 1940 r. ukrywał się w Szczawnicy. Później przez 5 lat pracował w różnych instytucjach spółdzielczych w Krakowie, jednocześnie uczestnicząc w podziemnej działalności oświatowej. Już w styczniu 1945 r. przewodniczył zebraniu krakowskich literatów i otworzył pierwszy poranek literacki w Starym Teatrze. Wraz z Leonem Kruczkowskim organizował miesięcznik „Twórczość”. Od 1945 r. był członkiem Krajowej Rady Narodowej, a od jesieni 1952 r. posłem na Sejm I kadencji (1952–1956) z regionu Podhala. W 1953 r. podpisał tzw. apel krakowski. Był członkiem Ogólnopolskiego Komitetu Frontu Jedności Narodu w 1958.
W grudniu 1953 r. Oddział Krakowski Związku Literatów Polskich zorganizował jubileusz 40-lecia twórczości literackiej Jana Wiktora, który został przy tej okazji udekorowany Orderem Sztandaru Pracy II klasy. W listopadzie 1956 r. pisarz otrzymał nagrodę artystyczną Miasta Krakowa. W 1959 r., z okazji 40-lecia debiutu książkowego Jana Wiktora, urządzono w Krakowie uroczystości jubileuszowe, podczas których pisarz otrzymał nagrodę specjalną Ministra Kultury i Sztuki, a Rada Państwa nadała mu Krzyż Komandorski Orderu Odrodzenia Polski. W 1964 r. przy okazji nadania Wiktorowi jednej z czterech nagród państwowych I stopnia Miejska Biblioteka Publiczna w Krakowie urządziła wystawę jego dorobku literackiego.
W twórczości Wiktora przeważała tematyka społeczna. Propagował idee sprawiedliwości społecznej. Występował "zdecydowanie i ostro przeciw uciskowi i wyzyskowi społecznemu, przeciw zacofaniu i ciemnocie". W późniejszym okresie znaczące miejsce w jego twórczości zajęła przyroda, w tym świat zwierząt. Znany był jako piewca piękna Pienin, jego największe dzieła powstawały podczas jego pobytów w Szczawnicy, gdzie zamieszkiwał w pensjonacie Szalay. W krajobraz Pienin wpisał akcję wielu dzieł, m.in. swojego najwybitniejszej powieści, Orka na ugorze, której bohaterką jest szczawnicka nauczycielka.
Zmarł po ciężkiej i długotrwałej chorobie 17 lutego 1967 r. w Krakowie. Pochowany w Alei Zasłużonych cmentarza Rakowickiego (kwatera LXVII-zach 1-8).

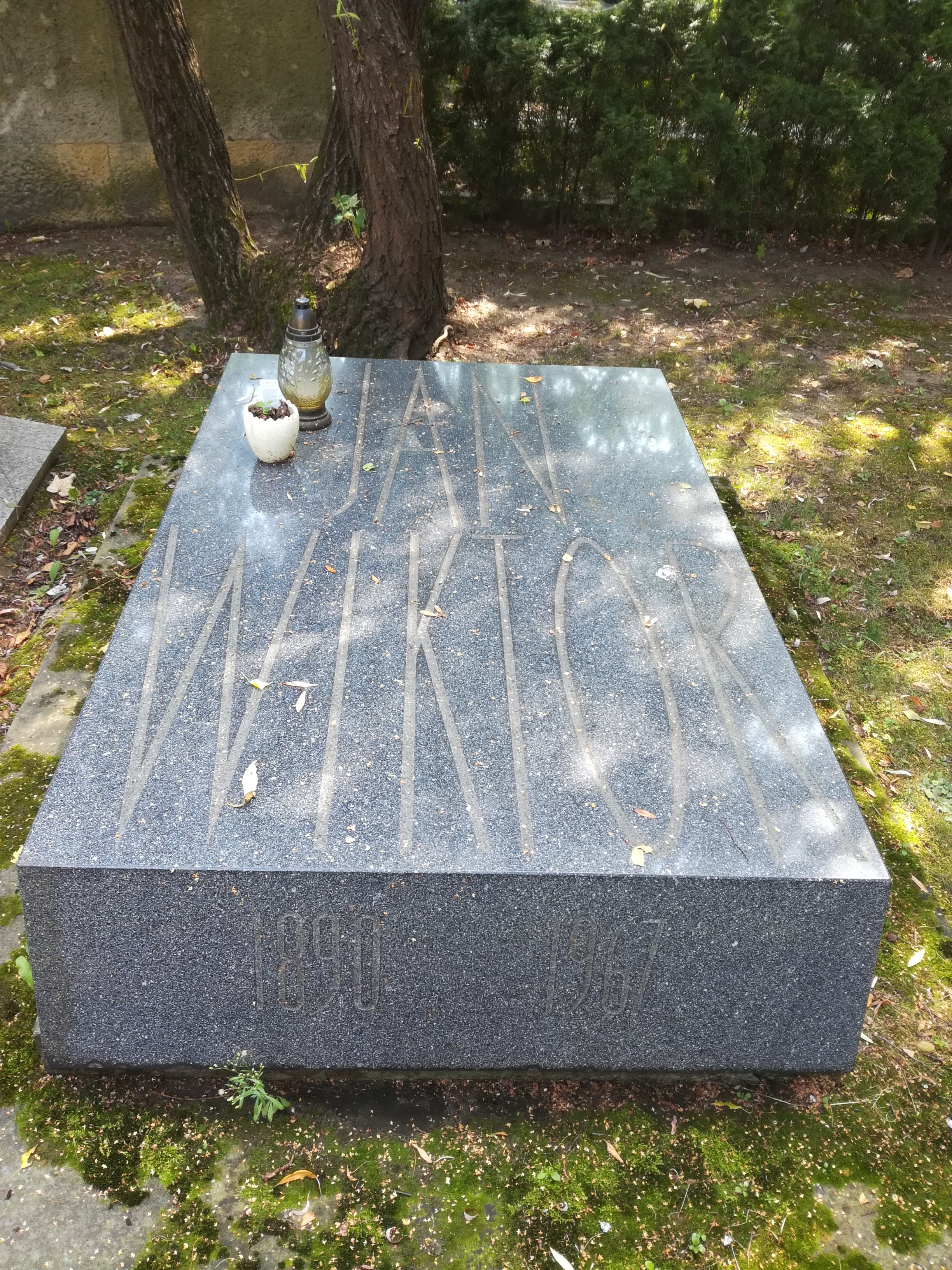
Grób Jana Wiktora w Alei Zasłużonych cmentarza Rakowickiego

## Twórczość
Opowiadania:
- Zapomniany lotnik (1937)

Powieści:
- Oporni (1919)
- Papież i buntownik (1953)
- Wierzby nad Sekwaną (1933)
- Orka na ugorze (1935)
- Skrzydlaty Mnich (1947)
- Zbuntowany (1948)
- Miłość wśród płonących wzgórz (1959)

Inne:
- Od Dunaju po Jadran (1936)
- Pieniny i ziemia sądecka (1956)
- Strzecha w cieniu drapaczy chmur (1963)

## Ordery i odznaczenia
- Order Sztandaru Pracy I klasy (1964)[6]
- Order Sztandaru Pracy II klasy (21 listopada 1953)[7]
- Krzyż Komandorski Orderu Odrodzenia Polski[8]
- Złoty Krzyż Zasługi (22 lipca 1952)[9]
- Złoty Wawrzyn Akademicki (4 listopada 1937)[10]
- Medal 10-lecia Polski Ludowej (1955)

## Nagrody
- Nagroda ZZLP (1931)
- Nagroda Ministra Kultury i Sztuki za powieść Orka na ugorze (1945)[11]
- Nagroda Ziemi Krakowskiej (1948)
- Nagroda Miasta Krakowa (1936 i 1956)[12]
- Nagroda specjalna Ministra Kultury i Sztuki (1959)
- Nagroda Wojewódzkiej Rady Narodowej w Rzeszowie za osiągnięcia w dziedzinie literatury i publicystyki (1961)
- Nagroda państwowa I stopnia w dziedzinie literatury (1964)[13]

## Upamiętnienie
Doceniono jego zasługi w popularyzacji Pienin, nazywając jego nazwiskiem jeden z pienińskich rezerwatów przyrody – Wąwóz Homole.
W okresie PRL od 1972 do 1989 był patronem macierzystego I LO w Dębicy.
Monografię o pisarzu Jan Wiktor, literat z Radomyśla wydała w 2012 Teresa Kowalik-Gąska.